# Українська баскетбольна суперліга 2019—2020
Українська баскетбольна суперліга 2019—2020 — 29-й сезон української баскетбольної суперліги, який розпочався 27 вересня 2019 року і  був не дограний через COVID-19. Визначення чемпіона визначалося по фінішній таблиці чемпіонату. Переможцем став «Дніпро», а друге місце зайняв «Київ-Баскет».

## Регламент змагань
У чемпіонаті беруть участь 8 команд.
Змагання проводяться у 4 кола за круговою системою.
Команди які посіли з 1 по 8 місця виходять до раунду плей-оф.
Раунд плей-оф поділяється на 3 стадії: 1/4 фіналу, 1/2 фіналу і фінал.
Чемпіонат завершився без плей-оф. 

## Учасники
1. «Київ-Баскет» (Київ)
2. МБК «Миколаїв» (Миколаїв)
3. «Хімік» (Южне)
4. «БК Одеса» (Одеса)
5. «БК Запоріжжя» (Запоріжжя)
6. «Черкаські Мавпи» (Черкаси)
7. «Дніпро» (Дніпро)
8. «Харківські Соколи» (Харків)
9. «Прометей» (Слобожанське)

## Турнірна таблиця
| Плей-оф |

| Місце | Команда             | Ігор | Перемог | Поразок | Перемог % |
| ----- | ------------------- | ---- | ------- | ------- | --------- |
| 1     | «Дніпро»            | 25   | 20      | 5       | .800      |
| 2     | «Київ-Баскет»       | 23   | 17      | 6       | .739      |
| 3     | «Прометей»          | 24   | 16      | 8       | .667      |
| 4     | «Хімік»             | 25   | 14      | 11      | .560      |
| 5     | «БК Одеса» (Одеса)  | 25   | 13      | 12      | .520      |
| 6     | «Черкаські Мавпи»   | 24   | 12      | 12      | .500      |
| 7     | МБК «Миколаїв»      | 26   | 8       | 18      | .308      |
| 8     | «БК Запоріжжя»      | 26   | 8       | 18      | .308      |
| 9     | «Харківські Соколи» | 26   | 4       | 22      | .154      |

## Плей-оф
Плей-оф не був дограний через COVID-19.
Визначення чемпіона визначалося по фінішній таблиці чемпіонату.